# Szejkersi
Szejkersi (lub Szejkerzy, ang. Shakers) – protestancka grupa religijna, nazwana oficjalnie: Zjednoczone Towarzystwo Wyznawców Powtórnego Przyjścia Chrystusa. To wyjątkowe wyznanie protestanckie, nakazujące celibat.

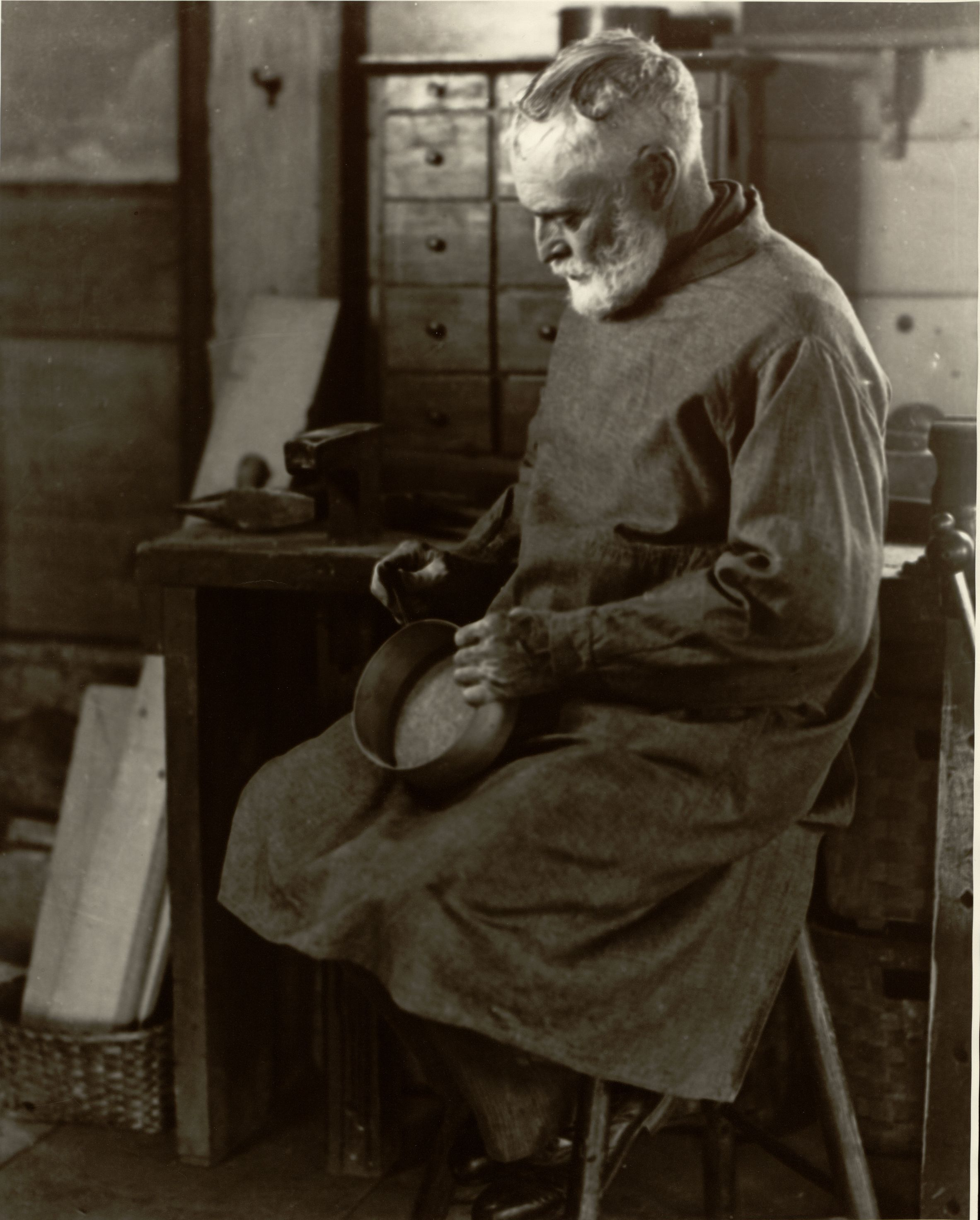
Szejkers – brat Ricardo Belden ze wspólnoty w Hancock (Massachusetts) 1935 r.

## Pochodzenie nazwy
Nazwa „shakers”, czyli dosłownie „drżący”, była skrótem od obraźliwego określenia „shaking quakers” („Drżący kwakrzy”), co pochodziło od sposobu zachowania wyznawców w czasie nabożeństw (drżenie, tańce, krzyki i mówienie w nieznanych językach). To niecodzienne zachowanie wynikało z nauk Matki Ann Lee (założycielki szejkersów), która głosiła możliwość osiągnięcia pełnej świętości, a drżenia, tańce itp. miały być znakiem oczyszczania się duszy z grzechów przy pomocy Ducha Świętego. Matka Ann stopniowo zaczęła być uważana za wcielenie doskonałości Boga w kobiecej postaci.

## Historia
Według ustnych (niepotwierdzonych) przekazów grupę założyło w 1706 pięciu francuskich kamizardów (uciekinierów z powstania kamizardów), którzy głosili bliski koniec świata wśród purytanów w Anglii. Również niepotwierdzony jest przekaz, że w 1747 kaznodzieja James Wardley głosił Matce Ann przesłanie, które miało być mu przekazane przez „francuskich proroków”.
Faktem jest, że Matka Ann założyła tę grupę religijną dopiero w 1772 w Manchesterze, nawracając kilku członków kwakierskiej grupy religijnej Jamesa i Jane Wardleyów, a 2 lata później dziewięciu szejkersów przeniosło się do Nowego Jorku. W Ameryce grupa szybko powiększała się za sprawą nawróceń oraz adopcji sierot.
W połowie XIX w. było już 19 szejkerskich wspólnot rolniczych z około 200 tysiącami mieszkańców (z tego tylko 6 tys. osób miało pełne członkostwo w grupie) w Nowej Anglii (od początku XIX w. także w Ohio i Kentucky). Jednak był to maksymalny sukces w historii tego wyznania, które od tamtej pory systematycznie traciło wyznawców, a w 2017 roku liczyło zaledwie dwóch członków mieszkających w Sabbathday Lake, Maine.
Przyczyną zaniku wspólnot szejkerskich były zmiany ekonomiczne (spadek znaczenia produkcji rolnej i rzemieślniczej rujnował te wspólnoty) oraz brak przyrostu naturalnego na skutek rytualnego celibatu (adopcja dzieci była zbyt ograniczona, żeby uratować wspólnoty przed wymarciem). W 1960 wprowadzono w USA prawny zakaz adopcji przez grupy religijne, co przypieczętowało zagładę szejkersów. Obecnie podejmowane są próby zachowania ostatniej osady szejkersów i przekształcenia jej w muzeum.

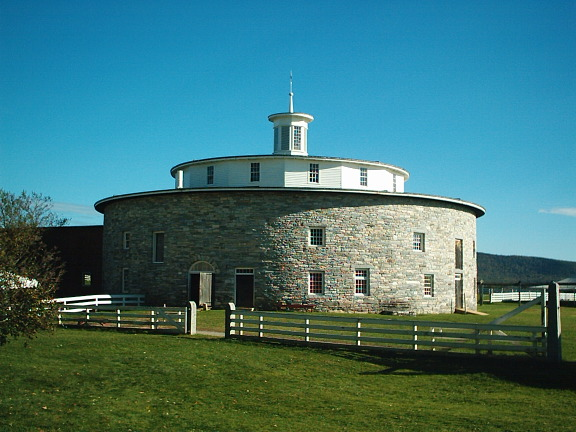
Stodoła szejkersów w Hancock, Massachusetts, 2004

### Wspólnoty szejkerskie
Każda osada była podzielona na tzw. rodziny, nazwane od kierunków świata. Każdy dom był zbudowany tak, aby maksymalnie odseparować mężczyzn i kobiety (np. oddzielne wejścia i schody). Osady nazwane były towarzystwami (society), a połączone co najmniej dwie tworzyły biskupstwo (bishopric). Na czele każdego towarzystwa stała rada starszych (Board of Elders).
Po śmierci Matki Ann w 1784 wspólnotami zarządzali kolejno: James Whittaker, Joseph Meacham i Lucy Wright, którzy stopniowo wprowadzili komunizm chrześcijański (wspólną własność), jednak zachowali możliwość posiadania własności prywatnej dla tych rodzin, które tego chciały. Szejkersi odnieśli początkowo znaczny sukces ekonomiczny, byli pracowitymi i cenionymi robotnikami i rolnikami.

### Kultura
Szejkerki ubierały się w chustkę i czepek, a szejkersi nosili długie włosy, równo przycięte nad czołem. Stworzyli własny prosty i funkcjonalny styl w meblarstwie (szczególnie krzesła były wytwarzane na masową skalę). Obecnie są one wysoko cenione w USA (ostatnio sprzedano takie krzesło za 100 tys. dolarów). Budowali proste, pozbawione ozdób i pomalowane na biało domy modlitwy, w których odbywały się ekstatyczne nabożeństwa. Napisali tysiące pieśni religijnych (niektóre zawierały słowa z „nieznanych języków”, pochodzących z objawień) i stworzyli wiele tańców. Byli także twórcami oryginalnej muzyki, będącej mieszaniną stylów. Byli wynalazcami kilku maszyn, usprawniających pracę na roli. Specjalizowali się w uprawie ziół i nasiennictwie.

## Doktryna
- Bóg łączy w sobie cechy mężczyzny i kobiety (stworzonych na jego podobieństwo); Jezus był „męską manifestacją” Boga, a Matka Ann – jego „żeńską manifestacją”
- Matka Ann uosabia powtórne przyjście Jezusa na ten świat
- wiara w ponowne przyjście Matki Ann
- świętowanie urodzin Matki Ann jako głównego święta religijnego
- wyznawców obowiązuje celibat – małżeństwo i rodzenie dzieci są oceniane jako znacznie gorsze od dziewictwa (antyseksualizm), z tego powodu większość szejkersów adoptowała sieroty; chłopcy po ukończeniu 21 lat musieli wybierać, czy chcą pozostać szejkersami, czy porzucić to wyznanie
- każdy szejkers powinien przejawiać Cztery Cnoty: dziewiczą czystość, komunizm chrześcijański, wyznanie grzechów i oddzielenie od świata.
- pacyfizm chrześcijański jako zasada wiary (odmowa służby wojskowej i składania przysięgi) – szejkersi byli z tego powodu represjonowani – uwięziono Matkę Ann i radę starszych podczas wojny o niepodległość
- spirytualizm religijny i „duchowe uzdrawianie” chorych – do roku 1847 szejkersi regularnie konsultowali się z duchami, które przekazywały im przesłania od Matki Ann
- mężczyzna i kobieta są sobie równi i mają takie same prawa i obowiązki; wspólnotą kieruje rada starszych, składająca się z takiej samej liczby osób obu płci; radzie przewodniczą: „diakon” i „diakonisa”
- praca jest wysoko ceniona i uznawana za „drogę do Boga”

Nabożeństwa składają się z modlitw, śpiewania pieśni, z tańców i rytuałów o ustalonym porządku i stylu.